# Clayton Anderson
Clayton Conrad Anderson (Omaha, 23 de fevereiro de 1959) é um astronauta norte-americano.
Atuou na NASA como engenheiro de voo substituto em terra das Expedições 12, 13 e 14 à Estação Espacial Internacional. Em 10 de junho de 2007 subiu ao espaço a bordo da nave Atlantis em direção à ISS, para uma estadia de seis meses, onde substituiu, como membro da Expedição 15, a astronauta Sunita Williams.
Anderson voltou da missão na ISS junto com a missão STS-120, em novembro de 2007, sendo substituído pelo astronauta Daniel Tani.
Em 5 de abril de 2010, voltou ao espaço para uma missão de duas semanas de manutenção e montagem de módulos na ISS, como tripulante da STS-131 Discovery. 